# Gino Vivi
Gino Vivi Quesada (Escazú, San José, Costa Rica, 20 de diciembre de 2000) es un futbolista costarricense que juega como extremo izquierdo para Los Angeles Galaxy de la Major League Soccer.

## Trayectoria

### Los Angeles Galaxy
El 21 de diciembre de 2022 fue fichado por el club Los Angeles Galaxy debido por el sistema del draft. El 24 de abril de 2023 se oficializó su contrato, por un contrato de un año y con opción a tres más. El 6 de mayo realizó su debut contra el Colorado Rapids, ingresó de cambio al minuto ochenta por la derrota 1-3.

### Los Angeles Galaxy II
El 25 de junio de 2023, Vivi debutó con los LA Galaxy II en la MLS Next Pro contra el Colorado Rapids 2, en el que disputó 79 minutos en la derrota 5-1. El 13 de julio, se enfrentó ante Los Angeles F. C. 2, realizando su primera anotación al minuto 53, el encuentro finalizó por la victoria 4-3.

### Deportivo Saprissa
El 4 de julio de 2024, se oficializó su fichaje en condición de préstamo por seis meses al Deportivo Saprissa.

## Estadísticas

### Clubes
Actualizado al último partido jugado el 9 de junio de 2024.
| Club                                | Div.          | Temporada     | Liga  | Liga  | Liga   | Copas nacionales | Copas nacionales | Copas nacionales | Copas internacionales | Copas internacionales | Copas internacionales | Total | Total | Total  |
| Club                                | Div.          | Temporada     | Part. | Goles | Asist. | Part.            | Goles            | Asist.           | Part.                 | Goles                 | Asist.                | Part. | Goles | Asist. |
| ----------------------------------- | ------------- | ------------- | ----- | ----- | ------ | ---------------- | ---------------- | ---------------- | --------------------- | --------------------- | --------------------- | ----- | ----- | ------ |
| Ventura County F. C. Estados Unidos |               |               |       |       |        |                  |                  |                  |                       |                       |                       |       |       |        |
| 3.ª                                 | 2023          | 11            | 2     | 3     | —      | —                | —                | —                | —                     | —                     | 11                    | 2     | 3     |        |
| 3.ª                                 | 2024          | 11            | 5     | 0     | 1      | 0                | 0                | —                | —                     | —                     | 12                    | 5     | 0     |        |
| Total club                          | Total club    | 22            | 7     | 3     | 1      | 0                | 0                | 0                | 0                     | 0                     | 23                    | 7     | 3     |        |
| LA Galaxy Estados Unidos            |               |               |       |       |        |                  |                  |                  |                       |                       |                       |       |       |        |
| 1.ª                                 | 2023          | 3             | 0     | 0     | 2      | 0                | 0                | —                | —                     | —                     | 5                     | 0     | 0     |        |
| Total club                          | Total club    | 3             | 0     | 0     | 2      | 0                | 0                | 0                | 0                     | 0                     | 5                     | 0     | 0     |        |
| Deportivo Saprissa · Costa Rica     |               |               |       |       |        |                  |                  |                  |                       |                       |                       |       |       |        |
| 1.ª                                 | 2024-25       | 0             | 0     | 0     | 0      | 0                | 0                | 0                | 0                     | 0                     | 0                     | 0     | 0     |        |
| Total club                          | Total club    | 0             | 0     | 0     | 0      | 0                | 0                | 0                | 0                     | 0                     | 0                     | 0     | 0     |        |
| Total carrera                       | Total carrera | Total carrera | 25    | 7     | 3      | 3                | 0                | 0                | 0                     | 0                     | 0                     | 28    | 7     | 3      |
| 1. 2. Fuente:Transfermarkt          |               |               |       |       |        |                  |                  |                  |                       |                       |                       |       |       |        |

## Vida privada
Es graduado en la universidad central de Florida en Estados Unidos de comercio y comunicación con una especialización en medios digitales. En su etapa deportiva universitaria, jugó con el UCF Knights acumulando 61 partidos con 19 goles y 23 asistencias.